# Beliczey Géza
Bajczai Beliczey Géza  (Békéscsaba,  1863. április 28. – Budapest, 1938. május 2.) földbirtokos, országgyűlési képviselő, Országos Magyar Gazdasági Egyesület alelnöke.

## Család származása
Régi magyar nemesi család sarja. Beliczey család származása

## Élete
Középiskoláit Aradon és Selmecbányán végezte. Egyetemi tanulmányait Grazban és Bécsben végezte. Miután befejezte tanulmányait, tanulmányútra ment, járt Svájcban, Franciaországban és Angliában.
Kristóffy József lemondása után 1913. december 21-én Békéscsaba országgyűlési képviselőjévé választották. Ezt a funkciót 1918-ig töltötte be. Az 1918-as Tanácsköztársasági diktatúra alatt egy szolnoki börtönben raboskodott. Ezután az újkígyósi birtokára vonult vissza. Nagyon eredményesen gazdálkodott terményeivel és állatállományaival számos díjat nyert. Az Országos Magyar Gazdasági Egyesületnek 1921-ben lett az alelnöke. 1922-ben megkapta a gazdasági főtanácsos címet és 1930-ban a Signum Laudis kitüntetést.
A felsőház tagjává választották először 1927-ben, majd 1937-ben is.
Elnöke volt a Békésmegyei Általános Takarékpénztár igazgatóságának.  Örökös tagja lett Békés vármegye törvényhatósági bizottságának.
Tagja volt az Országos Mezőgazdasági Kamarának, Pesti Hazai Első Takarékpénztárnak, az Első Magyar Általános Biztosító Rt. választmányának, Körösvidék Rt. igazgatóságának és díszelnöke volt a Békéscsabai Kisgazdák Egyesületének.
A Békéscsabai Belvárosi Római Katolikus templomot adományokkal többször támogatott. Beliczey adománya
Messze földön híres volt Beliczey Géza gazdaságának angol félvér ménese, amely 
Gerendás-pusztán és Basarága  pusztán volt.

## Kitüntetése
•	Magyar Érdemkereszttel tüntették ki (1928)
•	Signum Laudis (1930)

## Emlékezete
• Csabaszabadiban teret neveztek el a Beliczey családról.